# Gráfok gyökeres szorzata

Gráfok gyökeres szorzata.

A matematika, azon belül a gráfelmélet területén a G gráf és a H gyökeres gráf gyökeres szorzata egy gráfszorzás, olyan kétváltozós gráfművelet, amely gráfok rendezett párjaihoz egy új gráfot rendel. A G és H gyökeres szorzata olyan gráf, melyet a következő módon képzünk: vegyük H |V(G)| kópiáját, és G {\displaystyle v_{i}} csúcsára azonosítjuk {\displaystyle v_{i}}-t H i-edik másolatának gyökércsúcsával.
Formálisabban, feltéve hogy V(G) = {g1, ..., gn}, V(H) = {h1, ..., hm} és H gyökere {\displaystyle h_{1}}, legyen
{\displaystyle G\circ H:=(V,E),}
ahol
{\displaystyle V=\left\{(g_{i},h_{j}):1\leq i\leq n,1\leq j\leq m\right\}}
és
{\displaystyle E=\left\{((g_{i},h_{1}),(g_{k},h_{1})):(g_{i},g_{k})\in E(G)\right\}\cup \bigcup _{i=1}^{n}\left\{((g_{i},h_{j}),(g_{i},h_{k})):(h_{j},h_{k})\in E(H)\right\}}
Ha G is gyökeres g1 gyökérrel, akkor a szorzat maga is tekinthető gyökeres gráfnak, (g1, h1) gyökérrel. A gyökeres szorzat ugyanazon két gráf Descartes-szorzatának részgráfja.

## Alkalmazások
A gyökeres szorzat különösen fák esetében érdekes, ahol két fa gyökeres szorzata egy harmadik fa. Például Koh et al. (1980) gyökeres szorzatok segítségével keresi meg nagyobb gráfcsaládok elegáns élcímkézéseit.
Ha H a K2 két csúcsú teljes gráf, akkor bármely G gráfra G és H gyökeres szorzatának dominálási száma éppen a csúcsok számának a fele. Minden összefüggő gráf, melynek dominálási száma a csúcsok számának fele ilyen módon előállítható, a C4 körgráf kivételével. Ezek a gráfok alkalmasak olyan példák előállítására, melyekben a Vizing-sejtés (a dominálási szám és egy másik gráfszorzat, a Descartes-szorzat közötti bizonyítatlan egyenlőtlenség) korlátja éppen megvalósul (Fink et al. 1985). Ezek a gráfok továbbá jól fedett gráfok.

## Fordítás
- Ez a szócikk részben vagy egészben a Rooted product of graphs című angol Wikipédia-szócikk ezen változatának fordításán alapul.  Az eredeti cikk szerkesztőit annak laptörténete sorolja fel. Ez a jelzés csupán a megfogalmazás eredetét és a szerzői jogokat jelzi, nem szolgál a cikkben szereplő információk forrásmegjelöléseként.